# Palácio de Catarina (Moscou)
O Palácio de Catarina é uma residência em estilo neoclássico de Catarina II da Rússia nas margens do rio Iauza em Lefortovo, em Moscou. Não deve ser confundido com o Palácio de Catarina em Tsarskoye Selo, que é mais conhecido mundialmente.
O edifício também é conhecida como o Palácio Golovin por causa de seu primeiro proprietário, Conde Fyodor Golovin, o primeiro chanceler do Império Russo. Depois de sua morte, a Imperatriz Ana encomendou a Bartolomeo Rastrelli a substituição do Palácio Golovin por uma residência barroca conhecida como Annenhof. Esta era a residência preferida de Ana. Consistia de dois edifícios de madeira de dois andares, o Palácio de Verão e o Palácio de Inverno.
Annenhof foi abandonada após um incêndio em 1746. Catarina II, que encontrou ambos os edifícios velhos e dilapidados, requisitou sua demolição nos anos 1760. Após 1773, Karl Blank, Giacomo Quarenghi e Francesco Camporesi foram os arquitetos empregados para supervisionar a construção da residência neoclássica em Lefortovo. O Imperador Paulo, conhecido por sua aversão aos palácios de sua mãe, converteu a residência em quartel.
Após a ocupação de Moscovo por Napoleão em 1812, o Palácio de Catarina foi restaurado sob a supervisão de Joseph Bové. Desde então tem sido ocupado pelo Corpo de Cadetes de Moscou, Academia de Tanques Malinovsky e outras instituições militares e geralmente tem sido inacessível ao público em geral. Em outubro de 1917, os cadetes de Moscou montaram uma resistência feroz contra os bolcheviques em Lefortovo. O pouco que restava do Parque Annenhof foi em grande parte destruído pelo tornado de 1904 em Moscou.